# Eleanor Ardel Vietti
Eleanor Ardel Vietti (ngày 5 tháng 11 năm 1927 – mất tích ngày 30 tháng 5 năm 1962) là bác sĩ và nhà truyền giáo người Mỹ từng làm việc tại trại phong Ban Mê Thuột rồi bị bắt làm tù binh vào ngày 30 tháng 5 năm 1962. Bà hiện là người phụ nữ Mỹ duy nhất còn mất tích trong chiến tranh Việt Nam.

## Tiểu sử
Vietti chào đời tại Fort Worth, Texas và có một người chị gái sinh đôi là Teresa J. Vietti và một cậu em trai tên Victor. Vietti và chị gái đều quan tâm đến khoa học và y học từ rất sớm. Cả nhà Vietti sinh sống tại Bogota, Colombia cho đến năm bà khoảng mười bốn tuổi. Về sau Vietti bị nhiễm trùng liên cầu khuẩn nặng và phải phẫu thuật ở Houston, Texas. Vì bệnh tật, bà trở nên sùng đạo hơn, nhưng cũng học chậm hơn một năm so với người chị song sinh của mình. Vietti theo học tại Trường Trung học San Jacinto (Houston, Texas). Sau khi tốt nghiệp, Vietti nhập học Đại học Rice và theo học một khóa mùa hè tại Trường Đại học Truyền giáo Nyack. Rồi sau bà chuyển sang học ngành y tại Đại học Texas từ năm 1950 đến năm 1954. Bà được nhận vào thực tập tại Bệnh viện South Shore ở Chicago và rồi làm bác sĩ nội trú một năm tại Bệnh viện Đa khoa Wichita Falls cho đến khi hoàn tất khóa nội trú vào năm 1956.
Vietti khởi đầu hoạt động truyền giáo vào khoảng năm 1957 và năm sau thì đặt chân đến Việt Nam Cộng hòa. Bà vào làm cho một trại phong thuộc Liên minh Kitô giáo và Truyền giáo ở Ban Mê Thuột. Có một tỷ lệ mắc bệnh phong cao ở người Thượng và Vietti vừa điều trị cho những người bị bệnh phong vừa hoạt động ngăn ngừa bệnh. Bà thường đến nhà thăm khám cho mọi người trong làng. Năm 1961, chị gái của bà là Teresa nhân dịp này đã đến thăm trại phong nơi đây.

## Mất tích
Tháng 4 năm 1962, Vietti trở lại nước Mỹ và đến thăm gia đình ở Houston và St. Louis. Bà còn tham gia một khóa học về sửa hàm ếch ở St. Louis. Gia đình muốn bà ở lại Mỹ. Bộ Ngoại giao cũng cảnh báo Vietti đừng có về lại trại phong kia. Tuy nhiên, Vietti đã chọn quay trở lại Việt Nam.
Ngày 30 tháng 5 năm 1962, Vietti, Archie E. Mitchell và Daniel A. Gerber bị 12 du kích Việt Cộng bắt cóc. Vietti bị thương ở mắt cá chân, nên có thông tin cho rằng bà không bị quân du kích trói lại và phải đi khập khiễng. Vietti, Mitchell và Gerber được đưa đến nhà y tá để nghe lời diễn thuyết từ các thành viên Việt Cộng, đồng thời cũng hứa rằng không làm tổn hại đến bác sĩ Vietti. Ba người bị bắt đã được đưa đi bằng xe hơi. Chín người Mỹ khác ở trại phong bị bỏ lại. Người ta nghi ngờ rằng Việt Cộng đã đưa Vietti đến làm việc trong một bệnh viện của họ. Một người lính Việt Cộng bị bắt về sau nói với những người thẩm vấn vào năm 1962 rằng Vietti đang chữa trị cho thương binh của họ.
Người ta tin rằng Vietti đã di chuyển từ làng này sang làng khác và vẫn được cho là còn sống vào năm 1965. Năm 1967, có báo cáo nói về một người phụ nữ da trắng hỏi xin quyển Kinh Thánh trong một ngôi làng. Năm 1968, Liên minh Kitô giáo và Truyền giáo thông báo tại Đại hội đồng của họ rằng Vietti và 2 nhà truyền giáo khác bị bắt vẫn còn sống. Những bản báo cáo về việc nhìn thấy Vietti và hai nhà truyền giáo khác trong các làng của người Thượng tiếp tục kéo dài cho đến tận thập niên 1970. Tuy vậy, cho đến năm 1991, Vietti mới được liệt kê là "nghi đã chết" trong danh sách Tù binh Chiến tranh/Người Mất tích.

## Di sản
Năm 1998, Maggie O'Kane đưa tin về Vietti và việc bà bị bắt trên chương trình phát thanh đặc biệt mang tên The Only Woman Left Behind (Người phụ nữ duy nhất bị bỏ lại). Trong chương trình này, O'Kane đã bàn luận về việc Vietti bị bắt, phát sóng những kỷ niệm của gia đình và bạn bè và suy đoán về những gì đã xảy ra với Vietti. Năm 2008, Trường Đại học Nyack đã vinh danh Vietti và các cựu sinh viên khác lưu lạc tại Việt Nam, ghi tên họ vào một băng ghế đá đặc biệt trong khuôn viên trường.